# Fehér isten
Fehér isten (internationale titel: White God) is een Hongaarse film uit 2014 onder regie van Kornél Mundruczó. De film ging in première op 23 mei op het Filmfestival van Cannes waar hij de hoofdprijs won in de sectie Un certain regard en maakte deel uit van de competitie op het Film Fest Gent 2014.

## Verhaal
De film gaat over de hond Hagen van het meisje Lili. De hond wordt door de vader van het meisje uit de auto gegooid omdat hij de hondenbelasting voor Hagen niet wil betalen. Hagen wordt vanaf dat moment een straathond en wordt voortdurend achterna gezeten door de hondenvangers. Als hij bijna gepakt wordt stopt een zwerver hem onder een kleedje en gaan de hondenvangers weg. De zwerver verkoopt Hagen aan de eigenaar van een shoarmatent en die weer aan een man die hondengevechten organiseert. Hij traint en beult Hagen helemaal af totdat hij een agressieve hond is die alles kapot wil scheuren. Hagen wint zijn eerste wedstrijd maar ontsnapt daarna. Hierna wordt hij gevangen door hondenvangers en komt hij in het asiel. In het asiel bijt hij de keel van een bewaker door en ontsnapt hij samen met de rest van de honden uit het asiel en vermoordt hij al zijn vijanden die hij gedurende de film is tegengekomen. Uiteindelijk komt Hagen met zijn leger van honden bij het slachthuis waar Lili haar vader werkt en daar temt Lili Hagen door voor hem te spelen op haar trompet.

## Rolverdeling
| Acteur            | Personage    |
| ----------------- | ------------ |
| Zsófia Psotta     | Lili         |
| Sándor Zsótér     | Dániel       |
| Lili Horváth      | Elza         |
| Szabolcs Thuróczy | Oude man     |
| Lili Monori       | Bev          |
| Gergely Bánki     | Hondenvanger |
| Tamás Polgár      | Hondenvanger |

## Prijzen
- Filmfestival van Cannes 2014 Prix Un certain regard
- Filmfestival van Cannes 2014 Palme Dog (voor de honden)